# Yuri Völsch
Yuri Völsch (Berlino, 2002) è un attore tedesco.

## Biografia
Attivo come attore dal 2014, è apparso in produzioni cinematografiche, televisive e spot pubblicitari. Vive a Berlino.

## Filmografia

### Cinema
- Winnetous Sohn - regia di André Erkau (2015)
- Simon sagt auf Wiedersehen zu seiner Vorhaut - regia di Viviane Andereggen (2015)
- LOMO – The Language of Many Others - regia di Julia Langhof (2017)
- Rakete Perelman - regia di Oliver Alaluukas (2017)
- Bester Mann - regia di Florian Forsch (2018)
- Werkstatthelden mit Herz - film per la TV - regia di Lars Montag (2020)
- Generation Beziehungsunfähig - regia di Helena Hufnagel (2021)

### Televisione
- Käthe Kruse - film per la televisione - regia di Franziska Buch (2015)
- Unschuldig  - film per la TV - regia di Nicolai Rohde (2018)
- Die Eifelpraxis - serie TV (3 episodi) (2018-2019)
- In aller Freundschaft - Die Krankenschwestern - serie TV (episodio 13) (2021)
- Erzgebirgskrimi – Der Tote im Burggraben - film per la televisione - regia di Constanze Knoche (2021)
- Das Boot  - serie TV (2022)
- Squadra speciale Lipsia - serie TV (1 episodio) (2022)
- Il Grifone - serie TV (2023)
- WaPo Berlin - serie TV (2024)